# Erich Brabec
Erich Brabec (* 24. února 1977 Český Krumlov) je český fotbalový trenér a funkcionář a bývalý český profesionální fotbalista, který hrával na pozici středního obránce. Svou hráčskou kariéru ukončil po sezoně 2014/2015 ve Slovanu Liberec. Mezi lety 2000 a 2009 odehrál také 2 utkání v dresu české reprezentace.
Během své kariéry prošel pražskými kluby SK Slavia Praha, AC Sparta Praha a Bohemians 1905. Mimo Česko působil v Rusku, Turecku, Rakousku, Švýcarsku a na Slovensku.
V letech 2015 až 2018 trénoval mládež AC Sparta Praha, následně trénoval druholigovou Vlašim a od podzimu 2019 do prosince 2021 byl asistentem trenéra Luďka Klusáčka u týmu Bohemians 1905. Od roku 2023 je technickým ředitelem fotbalové asociace České republiky.

## Klubová kariéra

### Začátek kariéry
S fotbalem začínal v pěti letech v klubu JIP Větřní a později ve Slavoji Český Krumlov. V roce 1992 přestoupil do mladšího dorostu Dynama České Budějovice. Po třech letech v mládeži začal sbírat své první ligové starty za budějovické Dynamo, odkud si odskočil na dvě krátká hostování do druholigových týmů. V lednu 1999 přestoupil do Drnovic, kde prožil své nejdelší angažmá.

### Zahraniční působení
V lednu 2002 přestoupil do Dynama Moskva, kde působil do června 2003, odehrál 31 zápasů. Následovalo angažmá v Alanii Vladikavkaz odkud ho v lednu 2005 koupil turecký Kayserispor. Po záchraně týmu v nejvyšší soutěži došlo k porušení smlouvy ze strany klubu a jejímu ukončení. Vše se úspěšně pro hráče vyřešilo u CAS až po 3 letech. Následovala angažmá v rakouském SV Pasching a švýcarském FC Aarau.

### Ze Slavie do Sparty oklikou
V létě 2007 Ericha dovedli Petr Doležal a Stanislav Vlček do Slavie, o které se v tu chvíli říkalo, že odehraje sezonu jen s dorostenci. Místo toho prožila Slavia pravděpodobně nejlepší sezonou Slavie od roku 1996. Konečně se dostala do Ligy mistrů UEFA, když dokázala vyřadit v rozhodující fázi Ajax Amsterdam. V LM narazila na Arsenal, Sevillu a Steau Bukurešť. Erich vinou zranění nenastoupil v Londýně ani v Seville, ale postup do jarní fáze a dvojutkání s Tottenhamem si ujít nenechal. Erich z pozice kapitána byl u otevření nového Edenu v zápase s Oxfordem a o pár dní později mohl před zaplněným stadionem pozvednout trofej pro vítěze ligy. V sezoně 2008/2009 si zahrál první ročník Evropské ligy, kdy Slavia změřila síly s Aston Vilou, Ajaxem, Žilinou a Hamburkem. Na konci ročníku se mohl radovat z druhého mistrovského titulu v řadě a opět zvednout trofej pro vítěze před zaplněným Edenem. Po devítileté pauze byl pozván do reprezentace, kde v přátelském utkání proti Maltě odehrál 53 minut, než kvůli zranění střídal. V červnu 2009 s ním však Slavia nečekaně ukončila spolupráci, i přes to, že podepsal v lednu tříletou smlouvu, nezapadal do nové koncepce týmu.
O pár dní později podepsal Erich dvouletou smlouvu s roční opcí v tureckém prvoligovém klubu Ankaraspor AS, kde ho vedl německý trenér Jürgen Röber. Ten byl po pěti kolech vyloučen z turecké ligy, protože byl podle názoru ankarského soudu propojen s druhým místním klubem MKE Ankaragücü, v osobě Ankarského starosty. Po dvouměsíční pauze, zaviněné administrativními tahanicemi, přestoupili všichni hráči Ankarasporu do Ankaragücü na základě výjimky od UEFA.
V lednu 2010 podepsal smlouvu v klubu AC Sparta Praha. V květnu 2010 získal Erich svůj třetí mistrovský titul v řadě. 8. července 2010 nastoupil v dresu Sparty k historicky prvnímu zápasu Českého Superpoháru, který sehrávají mistr ligy, tehdy AC Sparta Praha a vítěz národního poháru (Viktoria Plzeň). Trofej vyhrála pražská Sparta, utkání skončilo výsledkem 1:0. V této sezoně hrála Sparta Evropskou ligu ve skupině s Palermem, CSKA Moskva a Lausanne. Postupem si vybojovala Sparta jarní dvojutkání s Liverpoolem, kdy odvetný zápas proběhl v den Erichových 34. narozenin na Anfield Road. Druhou i třetí sezonu skončila Sparta vždy druhá v tabulce za Plzní, resp. Libercem. V sezoně 2012/2013 prohrála Sparta ve finále Českého poháru v Plzni s Olomoucí 0:1.

### FK Senica
Před sezonou 2012/2013 Spartu, po skončení smlouvy, opustil a domluvil se na dvouletém kontraktu se slovenským klubem ze Senice, se  kterým odehrál zápasy v pohárové Evropě a skončil na druhém místě. Během angažmá úspěšně dokončil trenérské vzdělání UEFA A licence.

### Bohemians Praha 1905
Před jarní částí sezony 2013/2014 přestoupil do Bohemians Praha 1905, kde podepsal jednoletý kontrakt. Klubu pomohl k záchraně v nejvyšší lize. Po vypršení smlouvy na konci roku 2014 se rozhodl své působení v klubu ukončit.

### FC Slovan Liberec
V únoru 2015 podepsal smlouvu v FC Slovan Liberec (v zimní pauze 15. tým tabulky), kde se domluvil na půlroční smlouvě. Týmu pomohl k záchraně a k vítězství v českém poháru. Svoji hráčskou kariéru ukončil 30. 5. 2015 ve vítězném utkání proti týmu Dynamu České Budějovice, ve kterém svou profesionální kariéru před 20 lety začal.

## Reprezentační kariéra
Erich hrál za české mládežnické výběry U20 (6 zápasů) a U21 (15 zápasů). V roce 2000 skončil na ME U21 na Slovensku na druhém místě za vítěznou Itálií. S týmem do 23 let se zúčastnil Letních olympijských her 2000 v Austrálii. V českém reprezentačním A-týmu odehrál 2 utkání. 8. února 2000 proti Mexiku na Carlsberg Cupu (výhra 2:1) a 5. června 2009 proti Maltě (výhra 1:0). V žádném reprezentačním výběru se gólově neprosadil.

## Soukromý život
Je členem týmu Real TOP Praha, v jehož dresu se zúčastňuje charitativních zápasů a akcí. Ve volném čase rád hraje golf se svými přáteli.
Od roku 2012 je hostem fotbalových studií, od roku 2015 stálým fotbalovým expertem České televize a spolukomentátorem. Osobně se zúčastnil MS ve fotbale 2018 v Rusku, kde spolukomentoval i finálové utkání mezi Francií a Chorvatskem.

## Trenérská kariéra
V září 2015 začal trénovat jako asistent U16 v AC Sparta Praha s ročníkem 2000, který posléze vedl v U17 a dva roky v U19 již jako hlavní trenér. V říjnu 2018 přijal nabídku vést druholigový tým z Vlašimi, který se podařilo na jaře 2019 zachránit. Poté nepřijal nabídku na prodloužení smlouvy i z důvodů ukončení spolupráce mezi AC Sparta Praha a FC Sellier&Bellot Vlašim. Od října 2019 je asistentem trenéra v týmu Bohemians Praha 1905.
V říjnu 2020 úspěšně završil dvouleté studium trenérské UEFA PRO licence.
Brabec se v březnu 2023 stal vedoucím úseku ženského fotbalu. V říjnu 2023 se stal novým technickým ředitelem Fotbalová asociace České republiky. Brabec byl touto funkcí dočasně pověřen už v červenci poté, co skončil jeho předchůdce Zdeněk Psotka.